# Nederlands kampioenschap schaatsen allround 1912
Het Nederlands kampioenschap schaatsen allround voor mannen 1912 werd van 21 tot 22 januari 1912 verreden op de Groote Wielen nabij Leeuwarden.
Op de zaterdag ervoor bleek de tweede Elfstedentocht onmogelijk. Ook op zondag 21 januari maken de dooi gepaard gaande met regen en wind, de start van het Nederlands kampioenschap onzeker. De Leeuwarder IJsclub die het toernooi voor het derde jaar op rij mag organiseren lijkt opnieuw de dupe te worden. Ondanks de slechte condities en na veel overleg gaat de wedstrijd vanaf één uur toch door. Mede door de ijsconditie wordt het toernooi gekenmerkt door valpartijen van onder andere de twee broers De Koning die tot de favorieten worden gerekend en door rijders die zich terugtrekken of tijdens de race opgeven. Opvallend is de gedeelde tweede plaats op de 5000 meter. Volgens de toenmalige regels moeten de twee rijders de afstand opnieuw rijden voor de verdeling van de prijzen. Het bestuur besluit dat dit niet wenselijk is vanwege de toestand van het ijs. Hierdoor zijn er naast de eerste prijs, twee tweede prijzen en een derde prijs op de 5000 meter.
Op de maandag zorgt de dooi opnieuw voor problemen en moet er eerst lang en veel geveegd en geschoven worden. Ondanks de vele plassen op het ijs gaan de rijders om half twaalf van start met de derde afstand. Er zijn slechts vijf rijders die de afsluitende 10.000 meter voltooien, waarbij de nummers een, twee en drie dit doen na een valpartij.
Titelverdediger was Coen de Koning, die de Nederlandse titel in 1905 te Deventer had veroverd. De Koning won alle vier de afstanden ondanks een valpartij en veroverde zijn derde Nederlandse titel. Twee weken later wint De Koning ook de tweede Elfstedentocht.

## Klassement
| #      | Naam                    | Punten | 500m            | 2e 500m    | 5000m           | 1500m          | 10.000m         |
| ------ | ----------------------- | ------ | --------------- | ---------- | --------------- | -------------- | --------------- |
| Goud   | Coen de Koning          | 4      | 55,8 (1)        |            | 10.58,4 (1)     | 3.14,2 (1)     | 24.00,2 val(1)  |
| Zilver | Tamme Geertsema         | 13     | 1.01,6 (3)      | 1.00,8 (3) | 12.16,2 (3)     | 3.31,6 (2)     | 26.50,2 (4)     |
| Brons  | Sjaak de Koning         | 19     | 1.09,4 val (11) |            | 11.55,0 (2)     | 3.38,6 val (4) | 25.36,2 val (2) |
| 4      | C.W. Schröder           | 19     | 1.03,2 (6)      |            | 12.24,4 (5)     | 3.35,6 (3)     | 27.57,4 val (5) |
| 5      | A.P. de Groote          | 23     | 1.05,4 (8)      |            | 12.54,6 (7)     | 3.44,0 (5)     | 25.56,6 (3)     |
| NC     | Wijnout Hendrik Taconis | -      | 58,0 (2)        |            | 11.55,0 val (2) | NS             |                 |
| NC     | Sietse van de Waard     | -      | 1.03,0 (5)      |            | 12.51,2 (6)     | NS             |                 |
| NC     | Ypeus Kalt              | -      | 1.01,6 (3)      | 1.02,4 (4) | 13.15,8 (10)    | NS             |                 |
| NC     | Harry Krul              | -      | 1.03,4 (7)      |            | 12.59,8 (8)     | NS             |                 |
| NC     | J. Rozenbeek            | -      | 1.06,2 (9)      |            | 13.10,0 (9)     | NS             |                 |
| NC     | Johan Dieters           | -      | 1.06,8 (10)     |            | NF              | NF             |                 |
| NC     | Edscha                  | -      | 1.12,2 (12)     |            | NS              | NS             |                 |

NF = niet gefinisht, NC = niet gekwalificeerd 